# 神戸ジャンクション
神戸ジャンクション（こうべジャンクション）は、兵庫県神戸市北区にある中国自動車道と山陽自動車道と新名神高速道路のジャンクションである。日本の東西をつなぐ高速道路網が交差する交通の要衝となっている。新名神高速道路四日市ジャンクションから続いていたキロポストは当JCTでリセットされる。

## 概要
供用開始当初は中国道から山陽道を分岐する構造となっており、吹田JCT方面からの中国道が分岐してそのまま山陽道の本線となる構造となっていた。日本の東西をつなぐ高速道路網が集中する交通の要衝であり、特に中国池田ICと本JCTの間は交通が集中する区間となっており、宝塚トンネルをはじめとした地点で渋滞が頻発していた。
2018年3月18日に新名神・川西IC - 神戸JCT間が開通したことにより、京都・名古屋・東京方面への通行が新名神に、阪神地区・大阪市中心部・近畿道方面への通行が中国道に分散することで、並行する中国道の交通量が約4分の3まで減少した（前年同期比）。
なお、新名神の接続にあたり、中国道（上下線）から新名神への分岐は従来の山陽道分岐へ向かった後に設けられた。他方、山陽道からは新名神が直結する構造となったことで、これ以前は本線ランプが直結していた山陽道方面から中国道吹田JCT方面へは新たに2段階の分岐が必要となった。

## 歴史
- 1996年（平成8年）11月14日 : 山陽自動車道の神戸JCT - 三木小野IC間開通に伴い、中国道との接続のため供用開始[4]。
- 2012年（平成24年）2月8日 - 3月7日 : 新名神高速道路とのランプウェイ建設工事のため、Bランプ（中国道上り線→山陽道下り線への連絡路）を通行止め[5]。
- 2015年（平成27年）9月2日 - 2016年（平成28年）4月20日 : 新名神高速道路とのランプウェイ建設工事のため、Bランプ（中国道上り線→山陽道下り線への連絡路）を通行止め[6][7]。
- 2018年（平成30年）3月18日 : 新名神高速道路の川西IC - 神戸JCT間開通（川西IC - 高槻JCT間は2017年12月10日開通）[8]。

## 接続する道路
- E2A 中国自動車道
- E2 山陽自動車道
- E1A 新名神高速道路

## 隣
E2A 中国自動車道
(5)西宮北IC - (5-1)神戸JCT - (5-2)神戸三田IC
E2 山陽自動車道
(5-1)神戸JCT - (1)神戸北IC
E1A 新名神高速道路
(14)川西IC - (14-1)宝塚北SA/SIC - (5-1)神戸JCT